# Matriz centrosimétrica

Patrón de simetría de una matriz centrosimétrica 5 × 5

En matemáticas, especialmente en álgebra lineal y teoría de matrices, una matriz centrosimétrica es una matriz cuadrada que es punto-simétrica respecto de su centro. Las matrices centrosimétricas aparecen, entre otras cosas, en la solución numérica de ciertas ecuaciones diferenciales y en la investigación de procesos de Markov.

## Definición formal
Una matriz n × n A = [Ai, j] es centrosimétrica cuando sus entradas satisfacen:
{\displaystyle A_{i,\,j}=A_{n-i+1,\,n-j+1}\quad {\text{para todo }}i,j\in \{1,\,\ldots ,\,n\}.}
Alternativamente, si J denota la matriz de intercambio n × n con 1 en la antidiagonal y 0 en el resto: {\displaystyle J_{i,\,j}={\begin{cases}1,&i+j=n+1\\0,&i+j\neq n+1\\\end{cases}}} entonces una matriz A es centrosimétrica si y sólo si AJ = JA.

## Ejemplos
- Las matrices 2 × 2 centrosimétricas tienen la forma {\displaystyle {\begin{pmatrix}a&b\\b&a\end{pmatrix}}.}
- Las matrices 3 × 3 centrosimétricas tienen la forma {\displaystyle {\begin{pmatrix}a&b&c\\d&e&d\\c&b&a\end{pmatrix}}.}
- Las matrices 4 × 4 centrosimétricas tienen la forma {\displaystyle {\begin{pmatrix}a&b&c&d\\e&f&g&h\\h&g&f&e\\d&c&b&a\end{pmatrix}}}
- Las matrices de Toeplitz simétricas son centrosimétricas.

## Estructura y propiedades algebraicas
- Si A y B son matrices n × n centrosimétricas sobre un cuerpo F, entonces también lo son A + B y cA para cualquier c en F. Además, el producto matricial AB es centrosimétrico, ya que JAB = AJB = ABJ. Como la matriz identidad también es centrosimétrica, se deduce que el conjunto de matrices n × n centrosimétricas sobre F forman una subálgebra del álgebra asociativa de todas las matrices n × n.
- Si A es una matriz centrosimétrica con una base propia de dimensión m, entonces sus m vectores propios pueden elegirse de manera que satisfagan x = J x o x = − J x donde J es la matriz de intercambio.
- Si A es una matriz centrosimétrica con valores propios distintos, entonces las matrices que conmutan con A deben ser centrosimétricas.[1]
- El número máximo de elementos únicos en una matriz m × m centrosimétrica es

{\displaystyle {\frac {m^{2}+m{\bmod {2}}}{2}}.}

## Estructuras relacionadas
Una matriz A n × n se dice que es anticentrosimétrica si sus entradas satisfacen {\displaystyle A_{i,\,j}=-A_{n-i+1,\,n-j+1}\quad {\text{para todo }}i,j\in \{1,\,\ldots ,\,n\}.} De manera equivalente, A es anticentrosimétrica si AJ = −JA, donde J es la matriz de intercambio definida previamente.
La relación centrosimétrica AJ = JA se presta a una generalización natural, donde J se reemplaza con una matriz involutiva K (es decir, K2 = I ) o, más generalmente, una matriz K que satisface Km = I para un entero m > 1. También se ha estudiado el problema inverso para la relación de conmutación AK = KA de identificar todos K involutivos que conmutan con una matriz fija A.
Las matrices centrosimétricas simétricas a veces se denominan matrices bisimétricas. Cuando el campo fundamental son los números reales, se ha demostrado que las matrices bisimétricas son precisamente aquellas matrices simétricas cuyos valores propios permanecen iguales independientemente de los posibles cambios de signo después de la pre o post multiplicación por la matriz de intercambio. Un resultado similar se aplica a matrices centrosimétricas hermíticas y anticentrosimétricas.

## Lectura adicional
- Muir, Thomas (1960). A Treatise on the Theory of Determinants. Dover. p. 19. ISBN 0-486-60670-8.
- Weaver, James R. (1985). «Centrosymmetric (cross-symmetric) matrices, their basic properties, eigenvalues, and eigenvectors». American Mathematical Monthly 92 (10): 711-717. doi:10.2307/2323222.